# Les Piards
Les Piards – miejscowość i dawna gmina we Francji, w regionie Burgundia-Franche-Comté, w departamencie Jura. W 2013 roku populacja ówczesnej gminy wynosiła 164 mieszkańców. 
Dnia 1 stycznia 2019 roku ówczesne gminy Les Piards oraz Villard-sur-Bienne włączono do gminyo Nanchez. Siedzibą gminy została miejscowość Chaux-des-Prés. 